# William Verelst

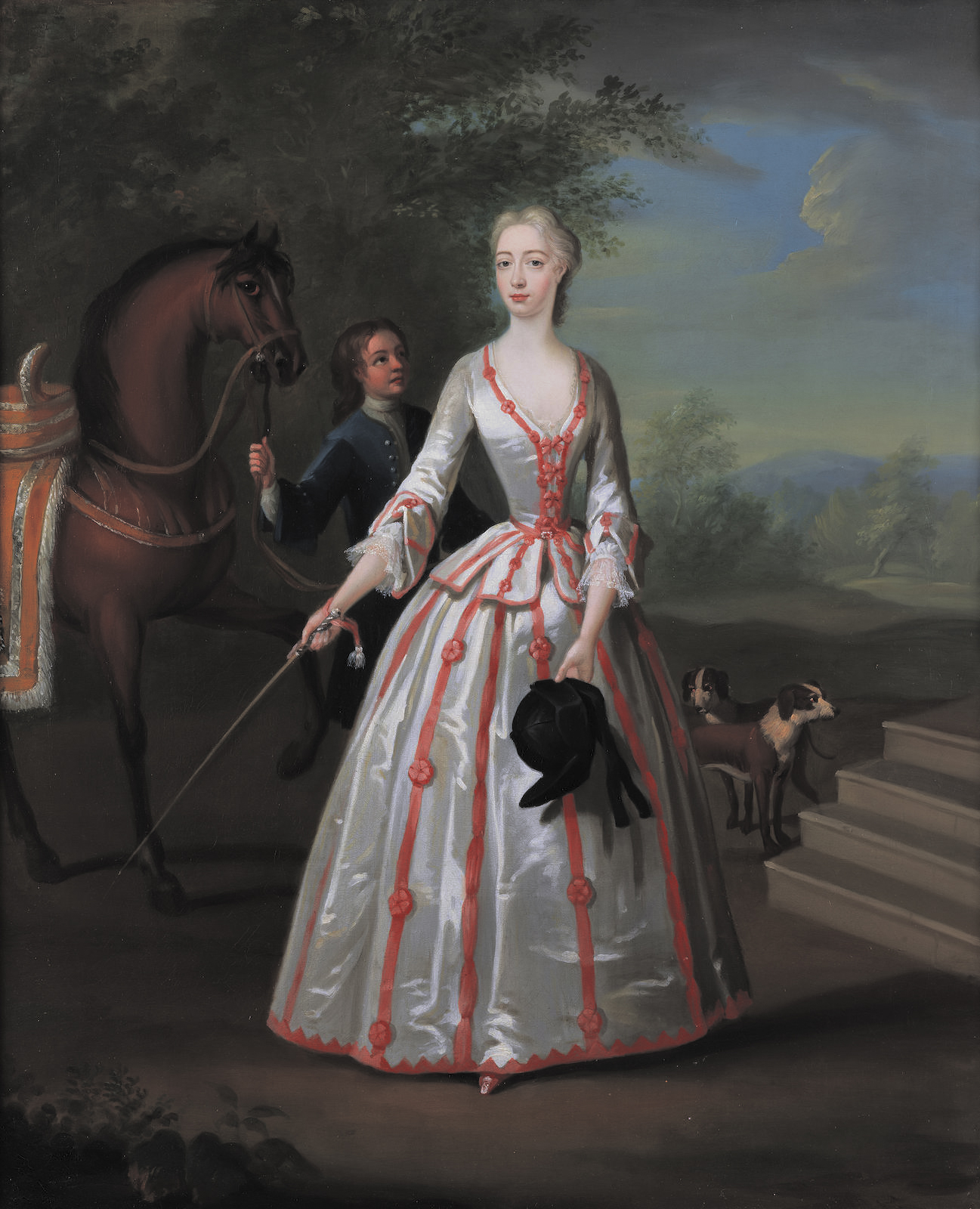
Elizabeth Horton

William Verelst (Londen, 1704 - aldaar, 1752) was een Engels kunstschilder en de jongste telg uit een oorspronkelijk Nederlands kunstenaarsgeslacht.
Verelst was de zoon van Cornelis Verelst en de neef van diens zus Maria. Dezen waren kinderen van Herman Verelst, die de broer was van Simon en Johannes Verelst. Zij waren op hun beurt de zoons van de stamvader van het kunstenaarsgeslacht, Pieter Hermansz. Verelst.
William Verelst vervaardigde portretten, dierschilderijen en, zoals vele van zijn oudere familieleden, stillevens.